# Jovem Pan Morning Show
Jovem Pan Morning Show (também conhecido como Morning Show) é um programa multiplataforma brasileiro criado por Tutinha, presidente da Jovem Pan e Marcelo Eduardo, Diretor de Programação da emissora na época, os quais convidaram o radialista Zé Luiz para fazer parte da elaboração e apresentação do programa, transmitido pela rádio Jovem Pan FM e pelo canal Jovem Pan News.

## História

### 2012-2016
O programa estreou na grade de programação da rádio Jovem Pan FM de São Paulo no dia 30 de julho de 2012. A inspiração partiu dos programas matinais americanos, formato bem diferente do que era apresentado pela rádio no horário até então. O programa de estreia teve a participação da banda Jota Quest, que tocou ao vivo do estúdio em BH, numa transmissão digital inédita, para o estúdio da Jovem Pan em São Paulo. A apresentação na época era de Zé Luiz, com a presença de Thiago Rocha, Robson Nunes, Titi Müller e Dani Taranha no elenco e produção.
Em abril de 2013, Zé Luiz e Thiago Rocha deixam o elenco do programa, depois de assinarem um contrato com a RedeTV! para apresentar o programa homônimo na emissora. Com isso, Edgard Piccoli, que ficou conhecido pelo trabalho como VJ na MTV Brasil, assume como âncora do programa.
Com os resultados satisfatórios nos índices de audiência, em 7 de outubro de 2013, o programa também passou a ser transmitido pela Jovem Pan AM de São Paulo, substituindo o Jornal de Serviço, e também por todas as emissoras da rede de rádio, além de ganhar mais 30 minutos de exibição. Na transmissão do programa pela Jovem Pan AM, no lugar das músicas que são executadas pela rádio FM, são inseridos boletins com notícias atualizadas.
Em 4 de agosto de 2014, o Jovem Pan Morning Show estreia na grade da rede Jovem Pan no FM indo ao ar para todo o Brasil das 10h às 11h30 com a mesma formatação da matriz paulistana, tendo Paula Carvalho, Gustavo Poloni, Gustavo Braun, José Armando Vannuci e Dane Taranha como apresentadores junto a Edgar Picolli.
A partir de 18 de janeiro de 2016, o jornalista Claudio Tognolli passou a fazer parte do elenco do programa, que voltou de seu recesso iniciado em dezembro do ano anterior. Ele já tinha trabalhado como repórter na Jovem Pan. Em 6 de junho, numa série de demissões feitas pela Jovem Pan, José Armando Vannucci deixa a emissora, e, consequentemente, o Morning Show.
Em novembro do mesmo ano, Claudio Tognolli foi demitido da Jovem Pan. Tognolli creditou a sua demissão da emissora ao seu ex-colega Reinaldo Azevedo, que segundo ele, teria pedido a cabeça dele para a direção da rádio após fazer uma entrevista com Delcídio do Amaral, ex-senador e preso pela Operação Lava Jato.

### 2017–presente
Em 19 de dezembro, foi anunciada a entrada no programa de Augusto Nunes, novo contratado da Jovem Pan, com previsão de estreia no Morning Show no dia 30 de janeiro de 2017. Em 18 de maio de 2020, Edgard Piccoli comanda a atração pela última vez e no dia seguinte, decide deixar a Jovem Pan.
Entre 2020 e 2024 o programa foi comandado por Paulo Mathias, que se demitiu em 31 de janeiro de 2024 para comandar o Chega Mais, no SBT. Entre fevereiro e abril de 2024 o apresentador foi o advogado Nelson Kabayashi com os comentários de Felippe Monteiro e Mano Ferreira. Em 29 de abril de 2024 o humorista André Marinho retorna à Jovem Pan para comandar nova versão do Morning Show.
Segundo o balanço do Radar Aos Fatos de 26 de fevereiro de 2021, o Morning Show e programas de outros veículos de comunicação supostamente ajudaram a impulsionar desinformação sobre a pandemia de Covid-19 ao publicar entrevistas com médicos no YouTube defendendo drogas sem eficiência comprovada ou com críticas ao uso de máscaras.

## Apresentadores

### Âncora principal
- Zé Luiz (2012–2013)
- Edgard Piccoli (2013–2020)
- Paulo Mathias (2020–2024)
- Nelson Kabayashi (2024)
- André Marinho (2024)

### Outros apresentadores
- Paula Carvalho
- Gustavo Poloni
- Gustavo Braun
- José Armando Vannuci
- Dane Taranha